# Прилепчани
Прилепчани (единствено число прилепчанец, на македонска литературна норма: прилепчани, прилепчанец) са жителите на град Прилеп, Северна Македония. Това е списък на най-известните от тях.

## Родени в Прилеп
А – Б – В – Г – Д –
Е – Ж – З – И – Й —
К – Л – М – Н – О —
П – Р – С – Т – У —
Ф – Х – Ц – Ч – Ш —
Щ – Ю – Я

### А
- Абдула Мустафа, арестуван преди април 1904 година, обвинен в „помагане с продаване на оръжие на българските бунтовници“, осъден от Извънредния съд на 4 години каторга, лежал в Битолския затвор, амнистиран с общата амнистия от 12 април 1904 година[1]
- Алекса Кондев, български революционер от ВМОРО, четник на Петър Ацев[2]
- Алекса Ламьов (? – 1903), български революционер от ВМОРО[3]
- Алекса Нун. Чернов (? – 1903), български революционер от ВМОРО[3]
- Алекси Димитров Кусев, доброволец в Ученическия легион на Българската армия през Сръбско-българската война в 1885 година[4]
- Александър Ивановски – Карадаре (р. 1943), северномакедонски художник
- Александър Лепавцов (1935 – 2008), политик и журналист от Северна Македония с българско национално съзнание
- Александър Пазов, доброволец в Ученическия легион на Българската армия през Сръбско-българската война в 1885 година[4]
- Александър Пепелюгов, прилепски селски войвода на ВМОРО, убит от турци[5]
- Александър Спирков (1874 – 1903), български революционер;
- Александър Спирковски (1932 – 2011), югославски офицер, генерал-полковник
- Александър Хаджипанов (1875 – 1900), български революционер
- Александър Бошковски (р.1933), генерал-майор от СФРЮ
- Алекси Колищърков, член Прилепския околийски комитет на ВМОРО в 1907 година[6]
- Алекси Наумов, български революционер от ВМОРО, четник на Петър Ацев[7]
- Али Фетхи Окяр (1880 – 1943), турски дипломат, военен и политик, министър-председател на Турция
- Ана Тошева (1888 – ?), българска просветна деятелка, учителка по ръкоделие в Скопие, Солун и други. Участничка в самодейния хора на Кукушката секция на Македонското културно-просветно дружество „Гоце Делчев“[8]
- Анастасия Шопчева, българска просветна деятелка и революционерка
- Анастас Христов (1876 – 1913), български общественик и юрист, директор на Прилепското българско училище
- Ангел Хаджиилиев (около 1800 – 1880), български възрожденец
- Андон Раев (1869 – 1928), български революционер от ВМОРО
- Антина Г. Ацева, българска учителка, преподавала в костурското село Горенци[9]
- Андон Ристе Брашнар, арестуван през август 1903 година, обвинен в „опит за убийство на полковника, каймакамина и други служители и започване на бунт“, осъден на 5 години затвор в крепост, заточен в Диарбекир, амнистиран с общата амнистия от 12 април 1904 година[10]
- Антон Кусев (1860 – 1924), български военен
- Антон Митров, български духовник
- Антон Тошев (1876 – ?), български революционер
- Аспарух Миников, български юрист и публицист, деец на ВМРО
- Атанас Бадев (1860 – 1908), български музикален деец
- Атанас Иванов (1874 – 1956), български просветен деец и революционер
- Атанас Конев, доброволец в четата на Иван Атанасов – Инджето през Сръбско-българската война в 1885 година[11]
- Атанас Лютвиев (1885 – 1912), български просветен деец и революционер
- Атанас Мурджев (1875 – 1944), български революционер
- Атанас Никола, българин, православен, арестуван преди април 1904 година, обвинен в „подготвяне на потребните работи за българския комитет и ръководил неговите активности“, осъден от Извънредния съд на 4 години каторга, лежал в Битолския затвор, амнистиран с общата амнистия от 12 април 1904 година[12]
- Аце Янов (1855 – ?), български общественик

### Б
- Благой Л. Балабанов (? – 1920), български учител, убит от сърбите в родния си град[3]
- Благоя Корубин (1921 – 1995), югославски партизанин и филолог и деец на НОВМ
- Благоя Попоски (1917 – 1980), югославски партизанин и политик и деец на НОВМ
- Благоя Ристески (1949 – 2004), писател от Северна Македония
- Благоя Талески (1924 – 2001), югославски политик
- Божидар (Даре) Джамбаз (1911 – 1981), деец на НОВМ
- Божидар Тошев (1911 – ?), български учен
- Борис Андонов (1885 – ?), български революционер от ВМОРО
- Борис Гьорче Каракаш, арестуван през август 1903 година, обвинен в „помагане на българскинте бунтовници и събиране на пари“, осъден на 15 години каторга, заточен в Диарбекир, амнистиран с общата амнистия от 12 април 1904 година[13]
- Борис Мончев (1881 – 1942), български революционер
- Борис Стояноски (р. 1941), югославски офицер, генерал-майор от Северна Македония
- Борис Сугарев (1878 – 1903), български революционер от ВМОК
- Борис Янчулев (1898 – ?), български икономист
- Борко Лазески (1917 – 1993), югославски художник
- Боро Митрикески (1927 – 2018), скулптор от Република Македония, академик
- Борко Темелковски (1919 – 2001), югославски политик
- Борка Талески (1921 – 1942), югославски партизанин и деец на НОВМ
- Боян Ачков (1872 – ?), български революционер и македоно-одрински опълченец
- Боян Барлаков (1881 – след 1943), български революционер от ВМОРО
- Боян Милчинов (? – 1903), български революционер от ВМОРО, загинал при Никодин[3]
- Бранко Смичков, български общественик

### В
- Вангел Кетов, български революционер от ВМОРО, четник на Милан Гюрлуков[14]
- Васил Дундов (1898 – 1964), български общественик, деец на Македонската патриотична организация
- Васил Здравев, български адвокат[15], политик, народен представител[16]
- Васил Крапчев (1844 – ?), български общественик
- Борис Мончев (1847 – 1913), български революционер
- Васил Оклев, български революционер от ВМОРО, четник на Петър Ацев[17]
- Василка Неделчева Минчева (1897 – ?), учителка, в 1929 г. заминава за СССР при мъжа си, политемигрант, избягал в 1925 г. от остров Света Анастасия, работи като секретарка в КУНМЗ, в 1941 г. се връща в България, оставя спомени[18]
- Вера Циривири (1920 – 1944) – югославска партизанка и деятелка на НОВМ
- Виктория Колищъркова, българска учителка
- Виктория Михайлова, българска учителка и революционерка
- Виктория Хаджиилиева (1883 – ?), завършила педагогика в Загребския университет в 1905 година[19]
- Владимир Карамфилов (1877 – 1943), български революционер и просветен деец
- Владимир Куситасев (1882 – 1904), български революционер
- Владимир Милчинов (1879 – 1939), български революционер[3]
- Владимир Лютвиев (? – 1912), български революционер
- Владимир Перев (1945 – ), българин, журналист от Северна Македония
- Влатко Стефановски джаз и рок музикант от Северна Македония
- Веле Самак (р.1974) – политик от Северна Македония
- Владо Тасевски (1916 – 1943) – югославски партизанин и деец на НОВМ
- Волче Наумчески (1916 – 1980), писател от Социалистическа Северна Македония

### Г
- Гавраил Димков, български революционер от ВМОРО, четник на Васил Пачаджиев[20]
- Гьорче Браилов – Перничарот, български революционер от ВМОРО
- Георги Белазелков, български революционер от ВМОРО
- Георги Гагалев (1880 – 1915), български революционер от ВМОРО
- Георги Грашев (1878 – 1934), български революционер
- Георги Дамев (1886 – 1946), български духовник и просветен деец
- Георги Зердев, български учител и революционер
- Георги (Гьорче) Колищърков, български учител[21]
- Георги Кондов (1888 – 1935), български общественик
- Георги Корубинов (1873 – 1902), български революционер
- Георги Кусев (1860 – 1931), български индустриалец
- Георги Минов (1892– 1927), български революционер и емигрантски деец в САЩ
- Георги Мончев (1883 – 1913), български революционер
- Георги Неделков (1882 – 1905), български революционер от ВМОРО, четник на Петър Апостолов[22]
- Георги Оровчанец (1951 – ), политик от Северна Македония, депутат и председател на Нова алтернатива
- Георги Пешков (? – 1913), български революционер
- Поп Йорги Попдимитри, българин, православен, духовен водач на българска група, арестуван преди април 1904 година, обвинен в „подготвяне на потребностите на българския комитет и ръководил неговите активности“, осъден от Извънредния съд на 4 години каторга, лежал в Битолския затвор, амнистиран с общата амнистия от 12 април 1904 година[12]
- Георги Смичков, български просветен деец
- Георги Раев (1866 – 1946), български просветен деец
- Георги Талев (1883 – 1955), български революционер
- Георги Трайков (1863 – 1930), български търговец и общественик, починал в София[23]
- Георги Трайчев (1869 – 1943 или 1945), български революционер, учител и публицист
- Георги Чкатров, български лекар и общественик
- Георги Шивачев, български духовник и революционер
- Гьорче Петров (1865 – 1921), български революционер, водач на ВМОРО
- Григор Велков (? – 1903), български революционер от ВМОРО, загинал в Кичевско[3]
- Григор Илиев, завършил с втория випуск Солунската българска мъжка гимназия в 1887 г.[24] и инженерство в Лозанския университет в 1895 г.[25]
- Григор Кондов (? – 1913), български просветен деец
- Григор Кръстев, български революционер
- Григор Кюркчиев (1865 – 1925), български генерал
- Григор Милчинов, български революционер, терорист от ВМРО
- Григор Попов (1862 – 1917), български революционер, член на ЦК на ВМОРО
- Григор Ракиджиев (? – 1903), български революционер от ВМОРО
- Григор Хаджикочев, български революционер, член на ВМОРО, жив към 1918 година[26]
- Григорий Акиндин, византийски богослов
- Гойко Секуловски (1925 – ?), югославски политик и спортен деятел
- Гьоре Дамевски (1922 – 1995), югославски партизанин и деец на НОВМ
- Глигор Тофоски (1909 – 1976), политик от Социалистическа Северна Македония
- Горан Сугарески (1973 – ), политик от Северна Македония
- Горанчо Котески (1965 – ), генерал от Северна Македония
- Гьоре Велковски (1919 – 1950), югославски партизанин и деец на НОВМ
- Гьоре Гьорески (1926 – 1978), югославски партизанин и деец на НОВМ

### Д
- Даме Христов Хаджикочов или Хаджикочев (1873 - след 1943), член касиер на прилепския околийски комитет през 1901 година[27]
- Дамян Кондов, български банкер в Солун, общественик
- Даме Кочо, българин, православен, арестуван преди април 1904 година, обвинен в „участие в убийството на Грозда от Прилеп, убита поради обвинението, че е разкрила тайните на българските бунтовници“, осъден от Наказателния апелативен съд, лежал в Битолския затвор, амнистиран с общата амнистия от 12 април 1904 година[28]
- Дамян Симидчиев (1870 – ?), български фармацевт, завършил в 1899 година фармация в Лиеж[29]
- Данаил Бонболов, завършил с деветнадесетия випуск Солунската българска мъжка гимназия в 1904 г.[30] и инженерство в Гентския университет в 1910 година[31]
- Данаил Зердев (1886 – 1968), български свещеник и общественик
- Данаил Зойчев, български революционер
- Данаил Крапчев (1880 – 1944), известен български журналист
- Дарко Дамевски (1932 – 1983), актьор от Социалистическа република Македония
- Димитър Биолчев (1837 – 1894), български просветен деец
- Димитър Гешоски (1928 – 1989), актьор от Социалистическа република Македония
- Димитър Грозданов, български революционер от ВМОРО, четник на Михаил Чаков[32]
- Димитър Илиев (1895 – 1957), български общественик
- Димитър Илиев Липавцов (1889 – 1974), български търговец и кинодеец, член на акционерното дружество на кинематографическото предприятие Модерен театър[33]
- Димитър Лепавцов, български възрожденски деец
- Димитър Йосифов (1855 – 1931), български стенограф
- Димитър Кондовски (1927 – 1993), югославски македонски художник, критик и педагог
- Димитър Мирчев (1865 – 1938), български революционер и филолог
- Димитър Павлов (1850 – ), български общественик
- Димитър Парцев (Мите Парце), български революционер, участник в Охридското съзаклятие от 1880 – 1881 г., умрял преди 1918 г.[34]
- Димитър Попданаилов (1881 – 1952), български просветен деец, учител в Прилеп[35]
- Димитър Правдолюбов (1881 – 1942), български просветен деец
- Димитър Сливянов (1876 – 1903), български революционер;
- Димитър Талев (1898 – 1966), виден български писател
- Димитър Талев Филипов, български революционер, деец на ВМОРО, през Първата световна война награден с орден „Св. Александър“ за заслуги към постигане на българския идеал в Македония[36]
- Димитър Трайков Янов (1914 – 1955), български юрист[37]
- Димитър Чакрев (? – 1881), български революционер
- Димитър Чкатров (1900 – 1945), български революционер
- Димитър Янчулев (1861 – след 1949), български църковен и просветен деец
- Димко Б. Чергов (? – 1895), четник от ВМОРО, загинал в Паланечко[3]
- Димко Газдов (? – 1907), четник от ВМОРО, загинал при Ножот[3]
- Димко Г. Сливянов (? – 1903), четник от ВМОРО, загинал при Беловодица[3]
- Димко Гърданов (? – 1903), четник от ВМОРО, загинал при Ореховец[3]
- Димко К. Чавлев (? – 1905), четник от ВМОРО, загинал край местността Църници в сражение с турците[3]
- Димко Цветанов (? – 1907), четник от ВМОРО, загинал при Трояци[3]
- Димче Хаджикочов (1850 – ?), български църковен деец и дарител
- Димче Аджимитрески (1916 – 1994), деец на НОВМ
- Диме Бояновски (1909 – 2002), деец на НОВМ и историк
- Димшо Хаджиилиев, член на Българската прилепска община към 1866 г.[38]
- Дона Илиева, българска художничка[39][40]
- Донка Стършенова (1884 – ?), българска просветна деятелка и революционерка
- Донка Чешмеджиева, българска просветна деятелка и революционерка
- Дончо Северков (? – 1942), войвода на ВМРО, убит от партизаните[3]
- Драган Кусев, български духовник, завършил Кишиневската семинария в 1899 г. и Санктпетербургската духовна академия в 1903 г.[41]

### Е
- Евгения Янчулева (1875 – ?), българска просветна деятелка

### Ж
- Жарко Башески (р. 1957), скулптор от Северна Македония
- Живко Василев Крапчев (? – 1915), български военен деец, подпоручик, загинал през Първата световна война[42]

### З
- Захария Манасиева, българска учителка
- Захария Мирчева-Грашева (1869 – 1956), българска учителка

### И
- Иван Атанасов Апостолов Будимов (1846 – 1908), български зограф
- Иван Белазелков (1877 – ?), български революционер[43][44]
- Иван Бомболов, учил в Робърт колеж от 1886/1887 до 1888/1889 година[45]
- Иван Гагалев (? – 1901), български революционер
- Иван Дейков (1863 – ?), български публицист и преводач
- Иван Димитров (1882 – 1904), български революционер от ВМОРО, четник на Климент Групчев[46]
- Иван Каранджулов (1856 – 1930), български общественик
- Иван Димитров Лепавцов (1872 – ?), български лекар, завършил в 1900 г. медицина във Виенския университет[41]
- Иван Пепелюгов, деец на ВМОРО, участвал в убийството на сърбоманския войвода Вангел Скопянчето в 1915 година[47]
- Иван Петров, български революционер от ВМОРО, четник на Петър Ацев[48]
- Иван Попстефанов, български учител в родния си град между 1859 – 1864 година[49]
- Иван Смичков (1878 – 1933), български революционер, войвода на ВМОРО
- Иван Т. Бояджиев (? – 1907), легален деец на ВМОРО, убит от сърбите в 1927 година[3]
- Иван Траянов Казанджиев (1863 – ?), завършил строително инженерство в Лозанския университет в 1898 г.[25]
- Иван Христов Пиперков, български общественик, запасен офицер
- Иван Шабанов (1851 – 1931), български революционер
- Илия Балтов (1876 – 1928), български революционер
- Илия Дамянов, български революционер от ВМОРО, четник на Стефан Димитров[50]
- Илия Джувалековски (1915 – 2004), актьор от Северна Македония
- Илия Христов Дундов, български предприемач
- Илия Иванов (1867 – ?), български революционер
- Илия Кехая, български революционер, участник в Охридското съзаклятие от 1880 – 1881 г., умрял преди 1918 г.[34]
- Илия К. Секулов, деец на Македонска студентска организация Вардар, публицист и общественик, актьор[51][52]
- Илия Минов (? – 1912), български революционер
- Илия Ристе Терзия, българин, православен, арестуван преди април 1904 година, обвинен в „извършване на провокации и подтикване към затваряне на дюкяните на християнското еснафско население в Прилеп“, осъден от Извънредния съд на 3 години затвор в твърдина, лежал в Битолския затвор, амнистиран с общата амнистия от 12 април 1904 година[53]
- Илия Спирков (1877 – ?), български юрист, общественик и предприемач
- Илия Тромпев (1894 – 1934), български офицер, майор и революционер, деец на ВМРО,[54] самоубил се в Петрич след Деветнадесетомайския преврат,[55] погребан в София
- Илия Т. Скоприев (? – 1907), четник от ВМОРО, загинал в битката при Ножот[3]
- Илия Тр. Иванов (? – 1907), четник от ВМОРО, загинал в битката при Ножот[3]
- Илия Цървенков, български търговец и революционер, касиер на прилепския окръжен революционен комитет на ВМОРО през 1895 година[56]
- Илия Чкорев (1880 – ?), български революционер
- Илия Янакиев Кундураджиев (Кундурджиев), български военен деец, подполковник[57][58]
- Ицо Мойсо Ракиджията, българин, православен, арестуван преди април 1904 година, обвинен в „извършване на провокации и подтикване към затваряне на дюкяните на християнското еснафско население в Прилеп“, осъден от Извънредния съд на 3 години затвор в твърдина, лежал в Битолския затвор, амнистиран с общата амнистия от 12 април 1904 година[59]

### Й
- Йован Котев, българин, православен, международен търговец, арестуван преди април 1904 година, обвинен в „извършване на провокации и подтикване към затваряне на дюкяните на християнското еснафско население в Прилеп“, осъден от Извънредния съд на 3 години затвор в твърдина, лежал в Битолския затвор, амнистиран с общата амнистия от 12 април 1904 година[59]
- хаджи поп Йован Попадам, българин, православен, от махалата Поп Йорги, духовен водач на българска група, арестуван преди април 1904 година, обвинен в „подготвяне на потребностите на българския комитет и ръководил неговите активности“, осъден от Извънредния съд на 4 години каторга, лежал в Битолския затвор, амнистиран с общата амнистия от 12 април 1904 година[60]
- Йованче Хаджимитре Бурмутчия, българин, православен, арестуван преди април 1904 година, обвинен в „извършване на провокации и подтикване към затваряне на дюкяните на християнското еснафско население в Прилеп“, осъден от Извънредния съд на 3 години затвор в твърдина, лежал в Битолския затвор, амнистиран с общата амнистия от 12 април 1904 година[59]
- Йордан Ацев, български просветен деец и революционер
- Йордан Ачков (1877 – 1940), български общественик
- Йордан Попев – Варошлия (? – 1903), български четник от ВМОРО, убит в сражението при Чанище[3]
- Йордан Василев, български революционер от ВМОРО, четник на Милан Гюрлуков[61]
- Йордан Гавазов (1868 – 1898), български революционер
- Йордан Грабулоски (1925 – 1986), скулптор от Социалистическа република Македония
- Йордан Йосифов Калайджията, български революционер, деец на ВМОРО в Гевгели[62]
- Йордан К. Митров (1870 – ?), български лекар
- Йордан Кусев (1861 – 1947), български учител
- Йордан Мирчев (1874 – ?), български учител и политик
- Йордан Наумов (1870 – ?), български офицер, генерал-майор
- Йордан Николов (1884 – 1917), български просветен деец, директор на Солунската девическа гимназия
- Йордан Попкостадинов, български революционер и учител
- Йордан Русев, български общественик, председател на Прилепската секция на Македонското културно-просветно дружество „Гоце Делчев“ в София към 1974 година[63]
- Йордан Томев, доброволец в Ученическия легион на Българската армия през Сръбско-българската война в 1885 година[4]
- Йордан Тренков (1880 – 1960), български революционер
- Йордан Цветанов – Орде, български революционер
- Йордан Чкатров (1898 – 1946), български революционер
- Йордан Христов, български съдия[64]
- Йордан Шияков (1870 – 1927), български революционер

### К
- Калиник Грабулович (? – след 1843), архимандрит, починал в Дечани[65]
- Кети Смилеска (р. 1974), северномакедонска икономистка и политик
- Кирил Янчулев (1896 – 1961), български генерал
- Киро Гаврилоски (1918 – 1944), югославски партизанин
- Кирил Георгиевски (1910 – 1986), югославски партизанин
- Кирил Кръстевски (1909 – 1965), югославски партизанин
- Кирил Янчулев (1889 – 1961), български военен деец, генерал-майор
- Козма Георгиев (1870 - 1940), български свещеник, просветен деец и революционер
- Коле Чашуле (1921 – 2009), югославски партизанин, политик и македонски писател
- Коне Самарджиев (1854 – 1912), български книжар и издател
- Константин Иванов (1872 – ?), български революционер
- Константин Кондов (1874 – 1929), български революционер
- Константин Куситасев (1900 – 1955), български лекар и общественик, починал в София[66]
- Константин Небреклиев (1851 – ?), български общественик
- Константин Пазов (1872 – 1949), български офицер и общественик
- Константин Поменов (1850 – 1913), български политик, депутат, журналист, министър на правосъдието
- Коста Дуков, доброволец в четата на Иван Атанасов – Инджето през Сръбско-българската война в 1885 година[11]
- Коста Трайчев Белагушов, български революционер от ВМОРО. [67]
- Коста Попспирков, български предприемач
- Коста Тошев (1870 - след 1943), български революционер
- Коста Църнушанов (1903 – 1996), български просветен деятел
- Костадин Дингов (около 1815 – 1895), български възрожденски деец, учител, свещеник и общинар
- Коте Пазов (1826 – 1901), български просветен деец и общественик
- Коце Ковилов (1878 – ?), български революционер
- Коце Солунски (1922 – ), писател от Северна Македония
- Кочо Китановски (1927 – 1994), политик от Социалистическа Северна Македония
- Кочо Колищърков, български учител и революционер, четник на ВМОРО
- Кочо Смичков, български общественик
- Крис Иванов, български емигрантски деец, президент на МПО
- Крум Цървенков (1903 – ?), български просветен деец, в 1926 година завършил химия в Софийския университет[68].
- Круме Волнаровски (1909 – 1944), югославски партизанин
- Круме Кепески (1908 – 1988), граматик на македонския литературен език
- Кръсте Кебапчиев (Кръсто Кобапчията) (? – 1905), четник и войвода на ВМОРО, убит в сражение с турци в Кочанско[3][69]
- Кръсте Наумов, български революционер от ВМОРО, четник на Петър Ацев[70]
- Кръсте Цървенковски, македонски югославски комунистически лидер
- Кръстьо Гермов (1875 – ?), български революционер, югославски политик
- Кръсто Славов, български революционер от ВМОРО, четник на Бончо Василев[71]
- Кузман Йосифовски (1915 – 1944), югославски партизанин
- Крум Тошев (1912 – 1976), учен от Социалистическа република Македония

### Л
- Лазар Лазаров (1889 – 1974), български художник
- Лазар Нанчев, български архитект, автор на емблематични сгради в Пловдив
- Лиляна Поповска (р. 1956), македонски политик
- Лифор Ицо, арестуван през август 1903 година, обвинен в „опит за убийство на полковника, каймакамина и други служители и започване на бунт“, осъден на 5 години затвор в крепост, заточен в Диарбекир, амнистиран с общата амнистия от 12 април 1904 година[10]
- Люба Грашева, българска обществена деятелка, секретарка на Прилепската женска дружба в София (1925)[72], една от основателките на Македонския женски съюз (1926)[73]
- Люба Кулева, българска просветна деятелка
- Любен Пауновски (р. 1958), македонски политик
- Любен Георгиевски (1925 – 2009), югославски партизанин и деец на НОВМ
- Любен Лапе (1910 – 1985), югославски историк
- Любен Яндрейевски (1927 – 2009), югославски партизанин, генерал-майор

### М
- Мара Маркова Димитрова – Роза (1918 – 1944), българска партизанка[74]
- Мария Н. Ачкова, завършила в 1910 година акушерство в Одеса[75]
- Мария Зердева, българска учителка
- Мария Пепелюгова, българска революционерка
- Марко Цепенков (1829 – 1920), български писател и фолклорист
- Марян Радески (1996 – ), северномакедонски футболист
- Методи Бекяров, български просветен деец
- Методий Кусев (1838 – 1922), български екзархийски митрополит
- Методи Андонов-Ченто (1902 – 1957), комунист и политик от НР Македония
- Методи Лепавцов (1905 – 1983), художник от Северна Македония
- Методи Поповски (1902 – 1957), югославски партизанин
- Методия Симоновски (р. 1927), поет и музиколог от Северна Македония
- Методия Стефановски (1926 – ), югославски партизанин и политик от СРМ
- Милан Даме, българин, православен, арестуван преди април 1904 година, обвинен в „участие в убийството на Грозда от Прилеп, убита поради обвинението, че е разкрила тайните на българските бунтовници“, осъден от Наказателния апелативен съд, лежал в Битолския затвор, амнистиран с общата амнистия от 12 април 1904 година[28]
- Милан Димев – Контика (1871 – 1909), български революционер от ВМОРО[76]
- Милан Кимов, български просветен деец и революционер
- Милан Кондов (1874 – ?), български юрист, в 1900 година завършил право в Софийския университет[77]
- Милан Конев (1881 – 1923), български духовник и революционер
- Милан Кусев, учил в Робърт колеж от 1886/1887 до 1894/1895 година, когато завършва[78]
- Милан Небреклиев, български общественик
- Милан Николов (1878 – ?), български революционер от ВМОРО, четник на Петър Апостолов[79]
- Милан Петров, български революционер от ВМОРО, четник на Михаил Чаков[80]
- Милан Костов Шосев (1882 – 1940), български ботаник[54][81]
- Миле Корубин (1922 – 2000), художник от Северна Македония
- Миле Неделковски (1935 – 2020), български писател от Северна Македония
- Миле Янакиевски (1978 – ), македонски политик, министър на транспорта
- Мирче Клотук – към 1877 – 1878 година е единственият български ханджия в Солун, малко след това е изпратен на заточение заедно с Никола Бъчваров, Димитри Влаха и Коста Манук.[82]
- Мирчо Кочов (1865 – 1935), български революционер
- Михаил Диме Кафеджия, арестуван през август 1903 година, обвинен в „опит за убийство на полковника, каймакамина и други служители и започване на бунт“, осъден на 5 години затвор в крепост, заточен в Диарбекир, амнистиран с общата амнистия от 12 април 1904 година[10]
- Михаил Иванов (1866 – 1924), български учен, лекар
- Михаил Конев, българин, православен, арестуван преди април 1904 година, обвинен в „извършване на провокации и подтикване към затваряне на дюкяните на християнското еснафско население в Прилеп“, осъден от Извънредния съд на 3 години затвор в твърдина, лежал в Битолския затвор, амнистиран с общата амнистия от 12 април 1904 година[59]
- Михаил Копанов (1880 – ?), български просветен деец и публицист
- Михаил Ника, румънски просветен деец[83]
- Михаил Попев, член на прилепския околийски комитет на ВМОРО
- Михаил Солунов, ранен македонист и монах в Рилския манастир
- Михаил Янов (1889 – ?), български лекар, учил медицина в Одеса[84]
- Мице Козароски (1910 – 1942), югославски партизанин и деец на НОВМ

### Н
- Нада Гешоска (1930 – 2003), актриса от Социалистическа република Македония
- Наталия Мончева, българска революционерка
- Наум Йочков (? – 1950), доброволец в Ученическия легион на Българската армия през Сръбско-българската война в 1885 година[4][85]
- Нечо Филип Абаджия, арестуван през август 1903 година, обвинен в „помагане на българските бунтовници“, осъден на 3 години каторга, заточен в Диарбекир, амнистиран с общата амнистия от 12 април 1904 година[86]
- Никодим Тисмански (XIV век), църковен деец във Влашко, румънски светец
- Никола Белагушов, български революционер.
- Никола Дейков (1862 – 1933), български общественик
- Никола Дишков (1852 – 1923), български строителен предприемач[54]
- Никола Здравков, доброволец в Българската армия през Сръбско-българската война в 1885 година[4]
- Никола Иванов (1846 – 1868), български революционер
- Никола Иванов (1883 – ?), завършил химия в Загребския университет в 1912 г.[25]
- Никола Й. Ачков, учил в Робърт колеж в 1881/1882 година[87]
- Никола Каранджулов (1880 – 1904), български революционер
- Никола К. Колищърков (1854 – 1920), български фабрикант и революционер[66]
- Никола Кондов (около 1850 – 1910), български общественик и предприемач
- Никола Мърсев, български революционер от ВМОРО
- Никола Пешков (1881 – 1903), български революционер
- Никола Смичков, български духовник и общественик
- Никола Стоянов Николов (1880 – след 1943), български революционер от ВМОРО
- Никола Спиридонов Кусев, български военен деец, подполковник,[88]
- Никола Трайче Благуше, жител на Битоля, арестуван през септември 1903 година, обвинен в „даване на укритие“ на българските бунтовници, осъден на 6 години каторга, заточен в Диарбекир, амнистиран с общата амнистия от 12 април 1904 година[89]
- Никола Тренков, български революционер от ВМОРО, четник на Лука Иванов[90]
- Никола Шавкулов (1855 – 1930), български банкер
- Николай Христов, завършил медицина в Монпелие в 1882 година[19]
- Нуне Димитров, български революционер, четник на ВМОРО, починал в Гевгели от туберкулоза[91]
- Нури Неджипоглу (р. 1953), турски съдия

### О
- Ордан Михайловски (1921 – 1942), югославски партизанин и деец на НОВМ

### П
- Павел Попдимитриев (1889 – ?), български съдия[64]
- Панталей Баджов (1860 – 1931), български просветен деец
- Панталей Иванов Митров (1870 – ?), български офицер, майор[92], завършил право в Брюксел в 1912 година,[93] като ротен командир в 10-и пехотен родопски полк в Хасково снабдява с оръжие ВМОРО[94]
- Пантелей Греков (1912 – 1977), български архитект
- Пантелей Кусев (1873 – 1928), български военен лекар и революционер
- Панто Кондов (1865 – ?), български просветен деец
- Панту Жежка, търговец и общественик, член на българската църковно-училищна община[95]
- Параскева Лозанчева (1880 – 1936), българска революционерка
- Парашкева Ачкова (1888 – ?), завършила в 1909 година зъболекарство в Нанси[75]
- Парашкева Петрова Тошева (4 септември 1916 - ?), завършила в 1941 година романска филология в Софийския университет[96]
- Пере Ацев, български учител в Прилеп и Воден (1871 – 1880)[97]
- Петър Николов Ачков (1893 – ?), български адвокат
- Петър Баев, български революционер от ВМОРО, четник на Петър Ацев[98]
- Петър Илиев (1870 - ?), български революционер от ВМОРО
- Пере Тошев (1865 – 1912), български революционер
- Перо Ивановски (1920-), югославски партизанин
- Петър Василев, български революционер от ВМОРО, четник на Гьоре Спирков[99]
- Петър Глухия (? – 1923), български революционер от ВМОРО, четник при Гьорче Петров през 1903 година, починал в Цариград[100]
- Петър Големинов (1877 – 1947), български културен деец и юрист
- Петър Здравковски (1912 – 1967), югославски партизанин, политик и дипломат
- Петър Колищърков, български общественик
- Петър Крапчев (1887 – ?), български инженер, завършил в 1909 година инженерство в Грац[101]
- Петър Куситасев (1898 – 1979), български архитект, деец на Българските акционни комитети в 1941 г., починал в София[66]
- Петър Мърмев (1884 – 1945), български революционер и публицист
- Петър Наумов, български учител в родния с иград около 1878 година[102]
- Петър Наумоски (р. 1968), северномакедонски баскетболист
- Петър Попович (1873 – 1945), сръбски архитект
- Петър Саратинов (1865 – 1923), български революционер
- Петър Толев, български учител в Брезово и революционер от ВМОРО, ръководител на Горни Демирхисар през 1901 година[103][104]

### Р
- Райна Поменова-Ковачева (1880 – 1967), българска оперна певица
- Рампо Спиров (1884 – 1969), български революционер
- Ристо Калчевски (1933 – 1989), художник от Социалистическа република Македония
- Ристо Зердески (1906 – 1970), актьор от Социалистическа република Македония

### С
- Славко Попантовски (1913 – 1997), югославски партизанин, професор
- Сотир Гулески (1917 – 1985), писател от Социалистическа република Македония
- Сотир Г. Мицаков (1900 – ?), български юрист, ранен при Атентатът в църквата „Света Неделя“
- Сотир Нанев (1895 – 1944), български офицер и мемоарист
- Сотир Пепелюгов, български военен деец, полковник
- Спас Колищърков, български революционер от ВМОРО
- Спас Лепавцов, активист на македонската емиграция в България
- Спасе Арсов, доброволец в четата на Иван Атанасов – Инджето през Сръбско-българската война в 1885 година[105]
- Спасе Мирчев, български революционер от ВМОРО, четник на Лазар Димов[106]
- Спиридон Мирчев (1866 – 1953), български просветен деец
- Спиридон Казанджиев (1858 – 1943), български лекар и аптекар, отворил една от първите аптеки в Солун[107]
- Спиро Петров (? – 1903), български революционер
- Спиро Тошев (1887 – 1971), български революционер
- Спиро Филипов, български революционер от ВМОРО, четник на Димитър Ничев[108]
- Стефан Базерковски (1921 – 1942), югославски партизанин и деец на НОВМ
- Стефан Зографов, български учител в Прилеп между 1872 – 1877 година[109]
- Стефан Кузманов (1892 – ?), български общественик, юрист, в 1923 година завършил право в Софийския университет[110].
- Стефан Николов (1859 – 1915), български революционер и военен
- Стефан Янчулев (1900 – ?), български публицист и журналист
- Стойна Иванова Бавчанка (1845 – 1927), деятелка на ВМОРО, починала в София
- Стоян Лазов (1871 – 1899), български революционер

### Т
- Тале Горанов (? – 1902), български революционер
- Тале Мирчев (1872 – ?), български революционер
- Тале Христов (1878 – 1903), български революционер
- Тале Чупетров (? – 1906), ръководител на ВМОРО, убит от турци[111]
- Ташку Пучеря (Anastase, Taşcu Pucerea), арумънски активист в Румъния, политик, префект на окръг Дуростор (Силистра) от 1922 до 1926 г.
- Теодор Капидан (1879 – 1953), румънски езиковед, академик
- Тито Беличанец (1946 – ), юрист от Северна Македония, професор в Скопския университет
- Тоде Бъчварчето, български революционер, участник в Охридското съзаклятие от 1880 – 1881 г., умрял преди 1918 г.[34]
- Тоде Диме Терзия, българин, православен, арестуван преди април 1904 година, обвинен в „набавяне на обувки за българските разбойници даване на убежище“, осъден от Извънредния съд на 3 години каторга, лежал в Битолския затвор, амнистиран с общата амнистия от 12 април 1904 година[112]
- Тоде Найдо Бакал, българин, православен, арестуван преди април 1904 година, обвинен в „извършване на провокации и подтикване към затваряне на дюкяните на християнското еснафско население в Прилеп“, осъден от Извънредния съд на 6 години затвор в твърдина, лежал в Битолския затвор, амнистиран с общата амнистия от 12 април 1904 година[113]
- Тоде Спасев, български революционер и общественик
- Тодор Атанасов, български революционер от ВМОРО, четник на Бончо Василев[114]
- Тодор Гавазов, български общественик и революционер
- Тодор Димитров (1884 – 1938), български учен, преподавател в Аграрно-лесовъдния факултет на СУ (днес Лесотехнически университет)
- Тодор Костов, български революционер от ВМОРО, четник на Петър Ацев[115]
- Тодор Найчев, български революционер
- Тодор Начев, български революционер, четник на Петър Костов – Пашата в 1915 година[116]
- Тодор Оклев, български революционер, куриер на ВМОРО в Прилепско[117]
- Тодор Попадамов (1883 – 1960) български революционер
- Тодор Станков (1875 – 1938) български революционер, радовишки войвода на ВМОРО
- Тодорка Кондова-Зафировска (1927 – 2003), актриса и режисьорка
- Тодорка Оровчанец (1914 – 2005), юрист от Социалистическа република Македония
- Тома Захариев (1884 – 1940), български учен, лесовъд, преподавател Агрономо-лесовъдния факултет на СУ (днес Лесотехнически университет)
- Тома Каранджулов (1870 – 1902), български учител
- Тоше Проески (1981 – 2007), поппевец от Северна Македония
- Трайче Тасе, българин, православен, ханджия във Витолище, арестуван преди април 1904 година, обвинен в „извършване на въоръжено нападение против държавния конак в нахията Витолище и против казармата, упортеба на оръжие срещу султанската войска, при която е ранен жандармеристът Абас“, осъден от Извънредния съд на 3 години каторга, лежал в Битолския затвор, амнистиран с общата амнистия от 12 април 1904 година[118]
- Траян Конов, български общественик
- Траян Чатлев (? – преди 1895), български учител, преподавал в началните отделения на Солунската българска гимназия в 1880/1881 година[119]

### Ф
- Фания (Фана) Мързенска, българска учителка.
- Филип К. Бурмев (1869 – 1959), български химик[37]

### Х
- Харалампи Грашев (1869 – 1938), български общественик
- Харалампи Джуров (? – 1900), български революционер от ВМОРО
- Харалампи Пешков (1877 – 1902), български революционер
- Харалампи Попов, български учител
- Христо Ачев (1876 – ?), учител в Солунската българска мъжка гимназия от 1909 до 1913 година, в 1914 година завършил математика и физика в Софийския университет,[120] по-късно е инспектор на полицията в Министерството на вътрешните работи[121]
- Христо Димчев (1887 – 1963), български юрист
- Христо Колчаков, български просветен деец
- Христо Конев Филипов (1882 – след 1943), български революционер
- Христо Логотет (1775/1780 – около 1850), български общественик
- Христо Милчинов, български революционер
- Христо Оклев (? – 1903), български революционер
- Христо Пантев (1887 – ?), български юрист,[122] в 1926 година председател на Прилепското благотворително братство[123]
- Христо Тасламичев, български строител

### Ц
- Цветанка Сенокозлиева (1875 – 1906), българска учителка и революционерка

### Ю
- Юрдан Иванов (1862 – 1907), български публицист, историк, библиограф, публицист и финансист
- Юрдан Колчаков (1865 – ?), български военен деец

### Я
- Яшар Ахмедовски (р. 1964), сръбски певец
- Яким (Кимо) Дейков, български общественик и едър търговец

## Опълченци от Прилеп
- Викул (Секул) Алексиев, изпратен от Българското благотворително дружество „Дружба“ в Браила, на 26 май 1877 година постъпва в I рота на I дружина[124]
- Димитър Младенов, IV опълченска дружина, умрял преди 1918 г.[125]
- Димитър Трайков (около 1845 – 1917), на 6 май 1877 година постъпва като редник в III рота на V опълченска дружина. Поради заболяване на 21 юни е оставен във Втора серия, на 25 юни е зачислен в XI дружина III рота. Уволнен на 27 юли 1878. След Освобождението живее в София, работи като коминочистач.[126][127]
- Иван Симеонов, на 1 май 1877 година постъпва в IV рота на I опълченска дружина[128][129]
- Иван Янков, IV опълченска дружина, към 1918 г. живее в София[125]
- Никола Ангелов, V опълченска дружина, умрял преди 1918 г.[130]
- Спиро (Спиридон) Христов Дуденов (1846 – 1912), на 4 май 1877 година постъпва в III рота на V опълченска дружина, уволнен на 22 юни 1878. След Освобождението живее в София, където умира.[131]
- Трайко Иванов, VI опълченска дружина
- Христо Илиев, IV опълченска дружина[125]

## Македоно-одрински опълченци от Прилеп
- Аце Здравев Костов (1869/1870 - след 1943), зидарт, III отделение, служил в 1-а и нестроевата рота на 10-а прилепска дружина, носител на орден „За храброст“ IV степен[132] на 10 март 1943 година, като жител на Прилеп, подава молба за народна пенсия, която е одобрена и отпусната от Министерския съвет на Царство България[133]
- Божко Аврамов, 4 рота на 4 битолска дружина[134]
- Борис Милчинов, 40-годишен, 5 рота на 3 одринска дружина[135], загинал при Деде баир в сражение със сърбите на 09 юли 1913 г.[3][136]
- Георги Талев Ачков, 32-годишен, шивач, ІІІ клас, 1 рота на 10 прилепска дружина[137]
- Димитър Кочов, 32-годишен, юрист, 2 рота на 10 прилепска дружина[138]
- Ив. Арнаутчето (Арнаудчето), четата на Стоян Филипов[139]
- Йордан П. Адамов, 25-годишен, четата на Кръстьо Гермов, 1 рота на 11 сярска дружина[140]
- Йордан Трайчев Белагушов-Делов (1894 - 1965[141]), студент по стоматология в Одеса, доброволец в Опълчението, участник в боевете при Шаркьой, 1912.[142] Завършва стоматология в Киев, в 1919 г. отваря първата частна стоматологична клиника в Прилеп.[141]
- Никола Ачков, 21-годишен, бояджия, основно образование, 2 рота на 10 прилепска дружина[137]
- Сава Ацев, 32-годишен, четата на Кръстьо Гермов[137]
- Трайчо Ангелов, 19-годишен, работник, 4 рота на 4 битолска дружина, Сборна партизанска рота на МОО, носител на кръст „За храброст“ ІV степен[143]

## Починали в Прилеп
- Ангел Морев, български военен деец, поручик, загинал през Първата световна война[144]
- Андрей Василев Таралежков (? – 1917), български военен деец, поручик, загинал през Първата световна война[145]
- Бохос Хачадуров Бохосян (? – 1916), български военен деец, подполковник, загинал през Първата световна война[146]
- Васил Кирилов Гогов (? – 1944), български военен деец, подпоручик, загинал през Втората световна война[147]
- Владимир Попстефанов Димитров (? – 1916), български военен деец, майор, загинал през Първата световна война[148]
- Герасим Първанов Ценов (? – 1916), български военен деец, капитан, загинал през Първата световна война[149]
- Григор Марков Соколов (1901 – 1944), български военен деец, майор, загинал през Втората световна война[150]
- Григор Николов Козничански (? – 1917), български военен деец, поручик, загинал през Първата световна война[151]
- Григор Стоицов Вълков (? – 1917), български военен деец, подпоручик, загинал през Първата световна война[152]
- Димитър Иванов Робев (1890 – 1907), български революционер
- Димитър Славеев (? – 1916), български военен деец, подполковник, загинал през Първата световна война[153]
- Димо Петков Димов (? – 1916), български военен деец, поручик, завършил с двадесет и седмия випуск Солунската българска мъжка гимназия,[30] загинал през Първата световна война[154]
- Иван Николов (1883 - 1913), ръководител на ВМОРО, убит от сърбите в Прилеп през 1913 година
- Иван Шабанов (1851 – 1931), български революционер
- Йордан Гавазов (? – 1898), български революционер;
- Коста Димитров Мишев (? – 1917), български военен деец, подпоручик, загинал през Първата световна война[155]
- Крум Симеонов Стоянов (? – 1918), български военен деец, подпоручик, загинал през Първата световна война[156]
- Лазар Обретенов Лазаров (? – 1917), български военен деец, поручик, загинал през Първата световна война[157]
- Методи Андонов-Ченто (1902 – 1957), комунист и политик от НР Македония
- Никола Андреев Мешев (? – 1917), български военен деец, подпоручик, загинал през Първата световна война[158]
- Никола Стефанов Елкин (? – 1916), български военен деец, подпоручик, загинал през Първата световна война[159]
- Панайот Бобаров Костадинов (? – 1917), български военен деец, подпоручик, загинал през Първата световна война[160]
- Паскал Николов Пумпалов (? – 1917), български военен деец, подпоручик, загинал през Първата световна война[161]
- Петър Юруков (1882 – 1905), български революционер
- Ради Петров Футеков (? – 1917), български военен деец, капитан, загинал през Първата световна война[162]
- Спас Гарда (? – 1912), сръбски революционер
- Стефан Димитров Гьошев (? – 1917), български военен деец, подпоручик, загинал през Първата световна война[163]
- Стефан Елкин Николов (? – 1916), български военен деец, подпоручик, загинал през Първата световна война[164]
- Стоян Лазов (1871 – 1899), български революционер
- Стоян Станев Илиев (? – 1944), български военен деец, майор, загинал през Втората световна война[165]
- Тодор Дочев (1882 – 1909), български революционер
- Тодор Стоянов Геров (? – 1944), български военен деец, подполковник, загинал през Първата световна война[166]
- Тома Илиев Томов (? – 1916), български военен деец, подпоручик, загинал през Първата световна война[167]
- Христо Чемков (? – 1898), български революционер
- Юрдан Попконстантинов, български революционер и учител
- Пандо Стойчевски (1922 – 1944), югославски партизанин и деец на НОВМ
- Киро Нацев (1918 – 1942), югославски партизанин, народен герой на Югославия
- Злате Михайловски (1926 – 1944), народен герой на Югославия
- Димитър Биолчев (1837 – 1894), български просветен деец
- Павле Наумоски (1885 – 1961), духовник

## Свързани с Прилеп
- Георги П. Павлев, свещеник в града между 1850 – 1860-те години[168]
- Григорий К. Д. Македонски, учител в Прилеп след 1870 година, спомоществовател за по възпитанието на девойките, преведено от А. Шопов (1874)[169]
- Димитър Лепавцов (1915 – 1982), български писател, по произход от Прилеп
- Илия Здравев (Здравевски, Здраве Илиев, поп Данаил), завършва гръцко училище в Кожани, след това преподава в Прилеп (1866, 1877 – 1881), библиотекар в прилепското читалище от 1868 година, по-късно е свещеник[170]
- Йордан (Поп)димитров, учител и свещеник в Прилеп между 1850 – 1860 година[171]
- Коце Гьорев, бръснар, член на Прилепския околийски комитет в 1901 година.[172]
- Никола Крапчев (1903 – 1992), български финансист и общественик; член на Контролната комисия на Съюза на македонските младежки културно-просветни организации в България; роден в София[173]
- Петър Ненков, български духовник и просветен деец от XIX век, директор на Прилепското духовно училище и Прилепското българско мъжко класно училище
- Спиридон Архимандритов, български свещеник в Прилеп през 50-60-те години на XIX век, спомоществовател за „Житие св. Григория Омиритскаго“ на Ав. Поспстоянов (1852)[174]
- Христо (Ристо) Думбалоски, учител в Прилеп между 1782 – 1825 година[175]
- Христо Тренков (1912 – 1971), виден български библиограф, по произход от Прилеп